# Cethosia euanthes
Cethosia euanthes är en fjärilsart som beskrevs av Hans Fruhstorfer 1912. Cethosia euanthes ingår i släktet Cethosia och familjen praktfjärilar. Inga underarter finns listade i Catalogue of Life.